# Loxophlebia discifera
Loxophlebia discifera är en fjärilsart som beskrevs av Walker 1854. Loxophlebia discifera ingår i släktet Loxophlebia och familjen björnspinnare. Inga underarter finns listade i Catalogue of Life.